# Maison Sander Pierron
La Maison Sander Pierron est un bâtiment de style Art nouveau réalisé à Bruxelles en Belgique par l'architecte Victor Horta.

## Localisation
La maison se trouve au numéro 157 de la rue de l'Aqueduc à Ixelles entre l'Avenue Louise et la chaussée de Waterloo dans un quartier où Victor Horta érigea plusieurs bâtiments comme la Maison Vinck ou la Maison Horta.

## Historique
Le propriétaire et commanditaire de la maison est un ami de Victor Horta. Alexandre dit Sander Pierron est un écrivain, journaliste et critique d'art bruxellois en vogue au début du XXe siècle. 
La maison est érigée en 1903 et son classement intervient le 19 février 1998.

## Description
La façade est composée de trois niveaux et deux travées. La travée de gauche est la plus large.
Les baies d'une travée sont décalées par rapport à celles de l'autre.
À l'exception du soubassement et de l'encadrement de la porte d'entrée construits en pierre de taille, la  brique rouge est le matériau principal de la façade. Elle est complétée par des lignes de briques blanches formant des dessins polychromes assez rares chez Victor Horta.
Les deux éléments les plus remarquables de cette façade sont la porte d'entrée et le balcon du dernier étage.
- La partie supérieure de la porte d'entrée est décorée d'une ferronnerie d'une grande légèreté. Les deux boîtes aux lettres ainsi que le tirant de porte sont en bronze. Autour de la porte, les pierres de taille toutes en courbes s'intègrent harmonieusement dans le dessin polychromes des briques.
- Le balcon se trouve au dernier niveau de la travée gauche. Il est construit en pierre tout comme les consoles sur lesquelles il repose. La rambarde en fer forgé aux courbes végétales est surmontée d'une main courante en bois. Ce balcon précède une grande baie prévue pour le bureau de son propriétaire écrivain. Une alternance de briques rouges et blanches montées en pilastres encadrent cette baie.

Quelques rangées de briques blanches terminent la façade sous une corniche épousant les différentes dimensions des travées et pilastres.

## Sources et liens externes
- La Maison Sander Pierron sur le site officiel de l'inventaire du patrimoine architectural de la Région de Bruxelles-Capitale